# Frâncești
Frâncesti là một xã thuộc hạt Vâlcea, România. Dân số thời điểm năm 2002 là 5589 người.